# トーロ語
トーロ語 (Orutooro, IPA: [oɾutóː ɾo]) は、バントゥー語群に属する言語である。主にウガンダ南部のトロ王国に居住するトーロ族（Abatooro）の人々によって話されている。トーロ語はバントゥー諸語の中でも特殊で、語彙音調を持たない。ニョロ語に最も近い。

## 音韻論

### 母音
トーロ語には 5 つの短母音とそれに対応する 5 つの長母音がある。また、3つの二重母音もある。
|      | 前舌 | 後舌 |
| ---- | ---- | ---- |
| 狭   | i    | u    |
| 半狭 | e    | o    |
| 広   | a    | a    |

1. 1 2  /i/と/u/は2つの無声子音間または語末で脱声する(例えばokutu IPA: [okú̥tu̥]「耳」)。
2. ↑  /i/は、特に/u/に隣接する場合、[ɨ]に中心化されることもあります(例えばomumiro IPA: [omumɨ́ɾo]「喉」)。/i/ は方言的には /u/ としばしば交換可能です(例えばenyima/enyuma「裏面」)。

### 子音
|        | 両唇 | 唇歯 | 歯茎 | 後部歯茎 | 硬口蓋 | 軟口蓋 | 声門 |
| ------ | ---- | ---- | ---- | -------- | ------ | ------ | ---- |
| 破裂   | p b  |      | t d  |          |        | k g    |      |
| 破擦音 |      |      |      | tʃ dʒ    |        |        |      |
| 摩擦   | β    | f v  | s z  |          |        |        | h    |
| 鼻     | m    |      | n    |          | ɲ      | ŋ      |      |
| はじき |      |      | ɾ    |          |        |        |      |
| ふるえ |      |      | r    |          |        |        |      |
| 接近   |      |      | l    |          | j      | w      |      |

1. ↑  /b/は主に借用語で使われるか、/β/の後鼻音異音として使われる。
2. ↑  /k/は/i/または/j/の前に[c]として口蓋化されることがある(例えば、kikumi IPA: [cikúmi]「百」)。
3. ↑  [ŋ] は /g/ の前の /n/ の異音です。
4. ↑  /r/ は、2 つの /ɾ/ 音の間に母音が省略された結果です (例: omurro←omuriro「火」)。 2 番目の /ɾ/ の後に半母音 (/j, w/) が続く場合、この母音の脱落は発生しません。
5. ↑  [l] は /ɾ/ の異音で、最初は /e, i/ の前、または /a, o, u/ の後、/e, i/ の前にあります (例えば、tu-ta-kor-e → tutakole 「私たちは昨日仕事をしませんでした。」）。/l, r/ は、鼻音子音の前では /d/ になります(例えば、n-li → ndi 「私は」)。

## 挨拶(Endamukya)[4]
- Oraire ota = 'おはようございます'
- Osibire ota = '今日は'
- Oirirwe ota = '今晩は'
- Orale kurungi = 'お休みなさい'